# Astyanax nobre
Astyanax nobre — вид харациноподібних риб родини харацинових (Characidae).

## Етимологія
Видова назва nobre відноситься до муніципалітету Нобрес (штат Мату-Гросу), де трапляється вид. Крім того, «nobre» португальською мовою означає «благородний».

## Поширення
Ендемік Бразилії. Поширений у річці Салобра, притоці Куяби у верхньому басейні річки Парагвай. Мешкає на ділянці річки з чистою водою, помірним потоком води та дном, яке зазвичай складається з каміння та піску. Рослинність включає ділянки з густими водними макрофітами та добре збереженими прибережними лісами.

## Опис
Вид можна відрізнити від інших представників роду за наявністю чітко вираженої темної середньої смуги на тілі, що тягнеться від заднього краю грудних плавців до основи середніх променів хвостового плавника, і однієї вертикальної подовженої плями на плечовій частині.